# كودومونوكوني ثيم بارك

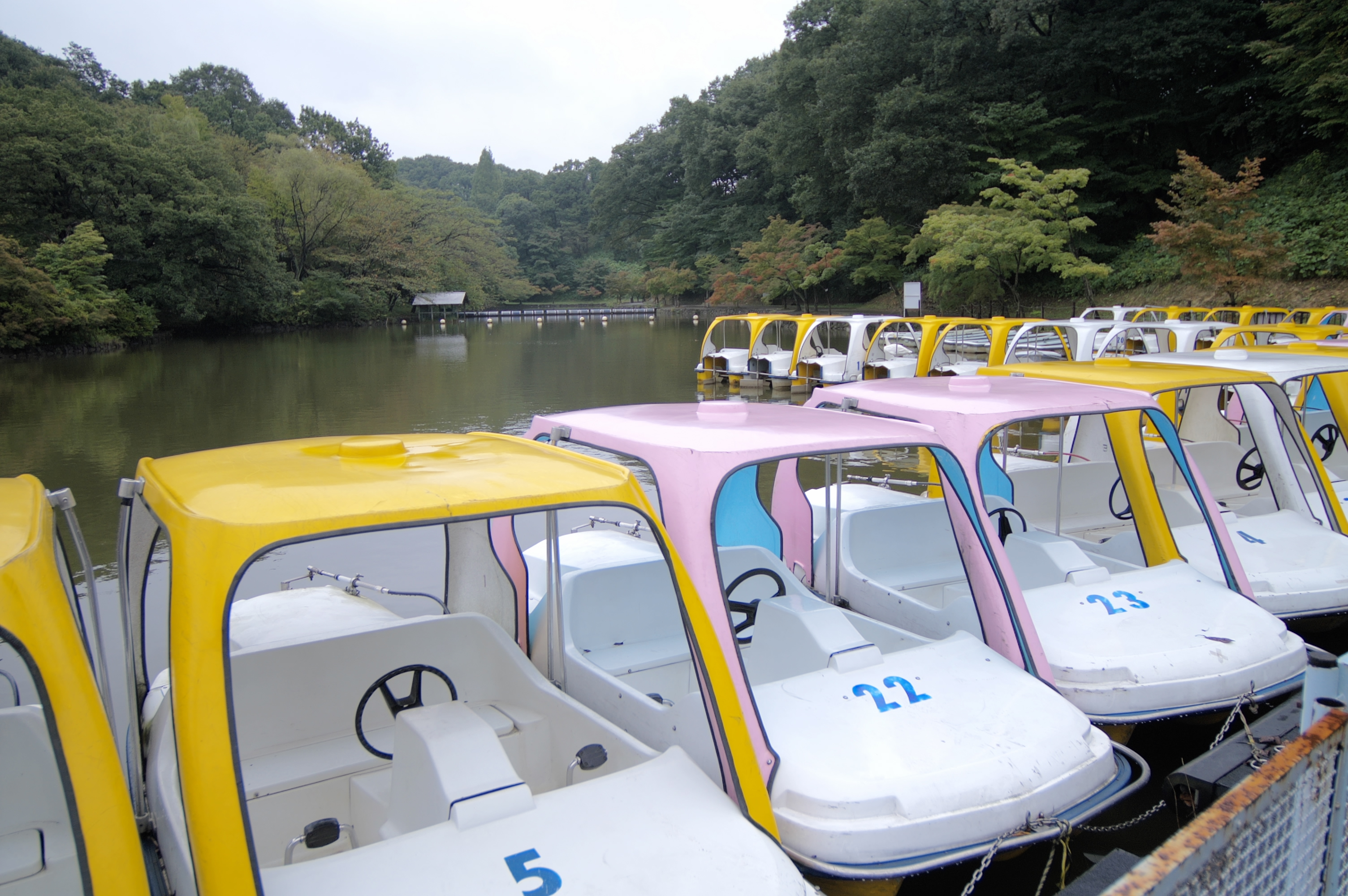
البرج يكتسي باللونين الأحمر والأخضر.

كودومونوكوني ثيم بارك (باليابانية: こどもの国، بالانجليزية: Kodomonokuni Theme Park) هو متنزه مجاور للعاصمة طوكيو، يقع المنتزة في مدينة يوكوهاما في اليابان، اسم الحديقة يعني بلد الأطفال، كما أن أكثر زوار ورواد المنتزة هم من الأطفال الصغار أكثر منهم من المراهقين، تبلغ مساحة الحديقة حوالي 250 دونم، وتشمل مرافق المنتزة على حديقة للحيوان مخصصة للأطفال وبحيرة القوارب بالإضافة لموقع الشواء.
ويمكن الوصول إليها عن طريق قطار طوكيو من خط كودومونوكوني محطة كودومونوكوني، أو من محطة أبداي أو محطة تسوروكاوا عن طريق الحافلات.

## وصلات خارجية
- موقع المنتزة الرسمي